# Manganwolframat
Manganwolframat ist eine anorganische chemische Verbindung des Mangans aus der Gruppe der Wolframate.

## Vorkommen
Manganwolframat kommt natürlich in Form des Minerals Hübnerit vor.

## Gewinnung und Darstellung
Manganwolframat kann durch Reaktion von Mangansalzlösungen (z. B. Mangan(II)-chlorid- oder Mangan(II)-acetat) mit Natriumwolframat gewonnen werden.
{\displaystyle \mathrm {MnCl_{2}+Na_{2}WO_{4}\ \longrightarrow {}\ MnWO_{4}\downarrow +2\ NaCl} }

## Eigenschaften
Manganwolframat ist ein gelber geruchloser Feststoff, der praktisch unlöslich in Wasser ist. Er besitzt eine monokline Kristallstruktur mit der Raumgruppe P2/c (Raumgruppen-Nr. 13). Er ist ein Multiferroika bei tiefen Temperaturen und bei Normaltemperaturen antiferromagnetisch.

## Verwendung
Manganwolframat wird als Photokatalysator und in der Elektronikindustrie (z. B. als Feuchtigkeitssensor) verwendet.